# Éditions La Grande Marée
Les Éditions La Grande Marée est une maison d'édition acadienne située à Tracadie-Sheila, Nouveau-Brunswick ayant comme but de faire connaître les auteurs-res d'origine acadienne.

## Auteur publiés

### Roman
- Évelyne Foëx
- Jacques Frigault
- Marielle Gervais
- Martine L. Jacquot
- Claudette Lajoie
- Edmond Landry
- Claude LeBouthllier
- Lili Maxime
- Jacques Ouellet
- André Ouellon

### Littérature jeunesse
- Jean-Claude Basque
- Élisa Beaulieu-Grant
- Artémise Blanchard
- Amarante Carrier
- Anna Girouard
- Jacques Ouellet
- Marc-André Roy
- Réjean Roy
- Mylène Santerre

### Témoignage
- Réginald Arseneau
- Jacques Frigault
- Michel Robichaud

### Essai
- George Arsenault
- Réjean Bouchard
- Jacques Frigault
- André Gaudet
- Jacques Madelaine
- Caroline St-Louis

### Nouvelles et récits
- Jacques Frigault
- Astid Gibbs
- Micheline Gibbs
- Réjean Roy
- Gilles Sirois

### Poésie
- Marie-Noëlle Bayle
- Albert Belzîle
- Majid Blal
- Edith Bourget
- Claude Le Bouthillier
- Sandra Le Couteur
- Albert Roy
- Réjean Roy
- Marcel-Romain Thériault
- Émilie Turgeon

### Théâtre
- Herménégilde Chiasson
- Laval Goupil
- David Lonergan